# Adur (mythologie basque)
Pour les articles homonymes, voir Adur.

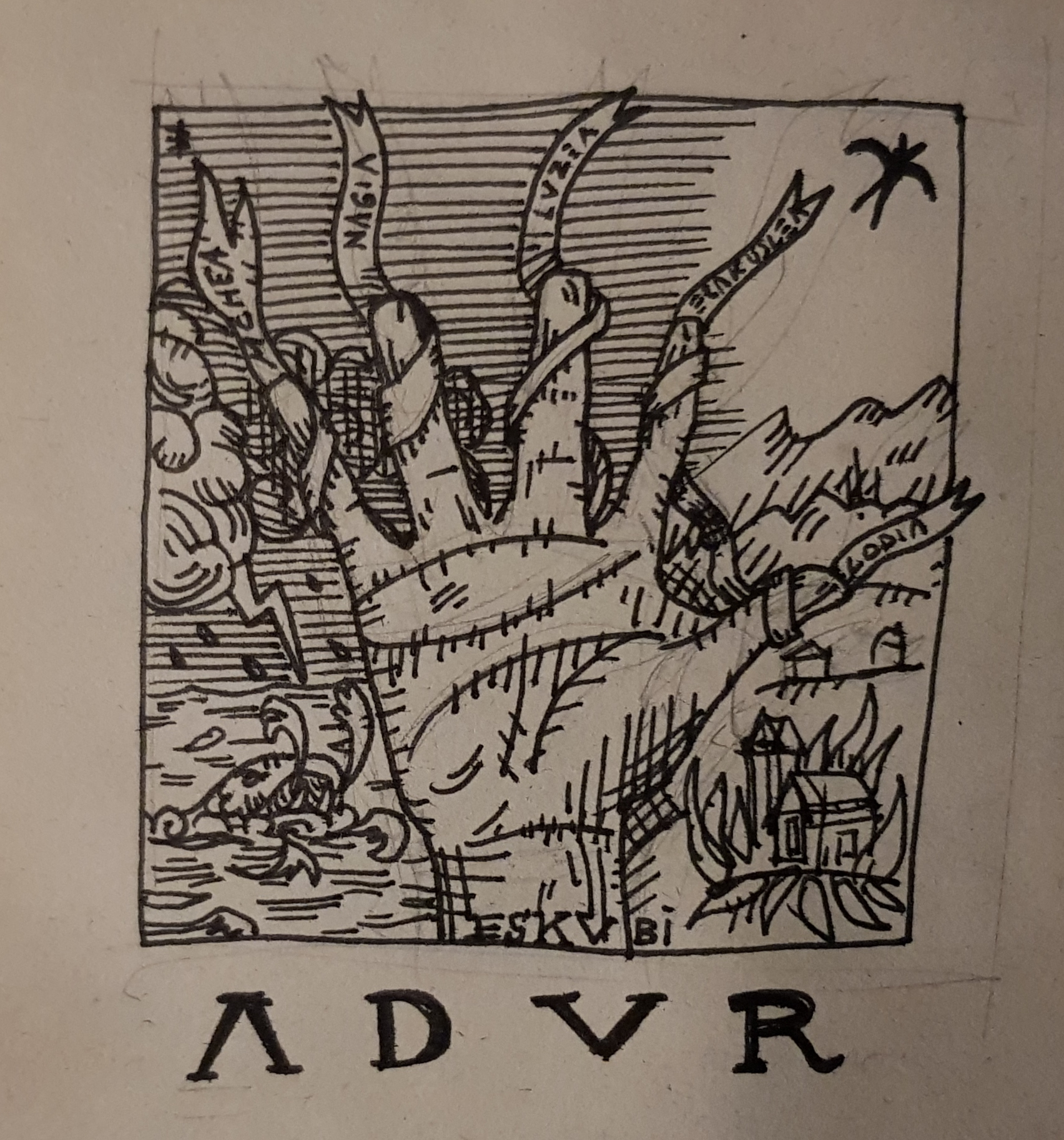
La représentation d'Adur.

Adur est un élément ou un agent au service des Ireluak ou Jeinuak dans la mythologie basque, une vertu magique, un véhicule d'action à distance des magiciens, un lien qui unit tout, une force qui encourage l'unité avec la Terre et qui est partout. Adur est associée à Amalur, et son contraire serait Indarra (la force), qui tend elle, a séparer,.

## Étymologie
Adur signifie en basque « sort, hasard, destin », et dans un autre contexte la « bave ». Betadur signifie « force magique » en basque. À Iztueta, province du Guipuscoa, c'est Adu.

## Description
Dans un sens plus pratique, Adur représente la chance, un pouvoir de faire des choses à distance détenu par des sorcières (Sorginak). Comme Indarra (la force), il est utilisé par les sorciers pour faire de la magie. Biraoa, par exemple, qui est une malédiction, un gros mot ou un blasphème est envoyé à travers Adur à la personne ou à la chose qui doit être écorchée, ravagée, amochée. Une action symbolique sur une image émet son Adur qui la reproduit à distance dans la personne ou dans la chose représentée. N'importe qui peut utiliser Adur. Parfois, les humains peuvent utiliser les Adurrak pour maîtriser certains Ireluak.
Il y a ceux qui, avec leur regard, mobilisent des Adurrak irrésistibles qui apportent le malheur à d'autres personnes ou à des animaux.   
Au Pays basque, la croyance populaire veut que des individus soient capables d'émettre par leur simple regard une énergie mystérieuse (Adur), prononcer adour, pouvant porter préjudice à des personnes, des animaux et des choses se trouvant dans leur champ de vision. Ce pouvoir de lancer le betadur (la force magique) peut être exercé par des personnes qui ne l'ont pas voulu, qui ne veulent pas l'utiliser. D'ailleurs, parfois, elles-mêmes ne savent pas qu'elles le possèdent. Betadur est une force magique développée par les yeux, une force de fascination que le porteur du mauvais œil, jeteur de sort, projette sur sa cible par un seul regard. Cependant il peut arriver que le jeteur de sort ne sache pas qu'il possède ce don, cette faculté. On s'en protège grâce à des amulettes, (voir Begizko).